# 砂棲鬍鯰
砂棲鬍鯰，為輻鰭魚綱鯰形目塘虱魚科的其中一種，被IUCN列為瀕危保育類動物，分布於亞洲印度及孟加拉淡水流域，體長可達21.3公分，棲息在底層水域，生活習性不明。

## 扩展阅读
維基物種上的相關：砂棲鬍鯰